# 大衛·達斯馬齊連
大衛·達斯馬齊連（英語：David Dastmalchian，1975年7月21日—），是一位美國演員，曾參演多部超級英雄電影，包括在《蝙蝠俠—黑夜之神》中飾演小丑的黨羽湯瑪斯·希夫、漫威電影宇宙中飾演史考特·朗恩的好友庫特，以及在2021年DC擴展宇宙電影《自殺突擊隊：集結》主演艾布納·奎爾／波爾卡圓點人。達斯馬齊連亦曾出演多部丹尼斯·维勒弗執導的電影，包括《囚徒》、《銀翼殺手2049》和《沙丘瀚戰》，以及在2014年自編自演浪漫愛情電影《林中野獸》。

## 早年
達斯馬齊連於1975年7月21日在賓夕凡尼亞州阿倫敦出生，父親侯賽因·達斯馬齊連是美籍伊朗裔工程師，曾任職於工程顧問公司博威。他有兩個姊姊和一個哥哥，父母在他幼年時鬧翻離婚，二人都有再婚。他後來隨母親搬到堪薩斯州歐弗蘭帕克，在當地市中心居住和成長，就讀於肖尼南宣道高中，並曾加入學校的戲劇學會。達斯馬齊連在少年時期罹患白癜風，常常被同學歧視和欺凌，因此他的校園生活並不愉快，也令他患上了抑鬱症。他喜歡漫畫、話劇和足球，常常靠替人剪草賺取零用錢來購買漫畫。高中畢業後，達斯馬齊連入讀德保羅大學戲劇學院，並在1999年取得表演學文學士學位。大學畢業後，他開始接觸海洛因，並染上毒癮長達五年，他後來在創作《林中野獸》的劇本時參照了他以往的吸毒經歷，並時常為關注精神健康和戒毒工作的組織發聲。他在家人要求下到復康中心戒毒，並在完成戒毒療程後到堪薩斯城的一家海鮮餐廳工作，亦曾短暫在阿拉斯加當漁夫。

## 工作生涯
達斯馬齊連自00年代中開始在芝加哥參演舞台劇和拍攝廣告，其中他在《玻璃動物園》和《埋藏的秘密》的演出表現獲得好評。他隨後亦有繼續在當地的劇院演出和出任咖啡因劇院（Caffeine Theatre）的藝術總監。
達斯馬齊連的首個電影角色是在《蝙蝠俠—黑夜之神》中飾演小丑的黨羽湯瑪斯·希夫（Thomas Schiff），當中與亞倫·艾克哈特有對手戲，被視為電影的經典場面之一。他隨後又於丹尼斯·维勒弗執導的2013年電影《囚徒》中飾演綁架犯鮑勃·泰勒（Bob Taylor），其表現備受矚目和讚譽，《時代雜誌》的理查德·科利斯（Richard Corliss）以「優秀——善言、謙虛，能演繹出微妙的變態心理」來形容他的表現；而《衛報》的保羅·麥金尼斯（Paul MacInnes）更將他的演出與凱文·斯貝西在《七宗罪》的登場戲碼相提並論。2014年3月，達斯馬齊連自編自導電影《林中野獸》，並憑該作奪得西南偏南電影節特別評審獎。《奧斯汀紀事》的阿什利·莫雷諾（Ashley Moreno）讚揚該作能「如實呈現在電影中經常缺乏真實性的濫藥情況」；而《Film Threat》的布賴恩·塔萊里科（Brian Tallerico）則讚揚達斯馬齊連的演出，指他「單憑肢體語言便能不浮誇地演繹癮君子的自我厭惡感」。
2015年，達斯馬齊連獲邀參演漫威超級英雄電影《蟻人》，演繹史考特·朗恩的好友、俄裔詐騙犯庫特一角。該作的導演派頓·瑞德對他當年在《蝙蝠俠—黑夜之神》的演出印象極深，認為他的樣子很酷，因此繞過了試鏡，直接給他安排角色。達斯馬齊連後來憶述他最初接到瑞德的電話要他前往亞特蘭大時，以為只是試鏡，但到埗後發現瑞德和保羅·路德、邁克爾·道格拉斯等主演全部在場，才驚訝地發現原來那是戲服試身環節，自己早已被錄取。達斯馬齊連亦參演了心理驚悚電影《僱主》和在科幻電視劇《機器之心》中飾演網絡罪犯，以及在超級英雄電視劇《閃電俠》的第三和第七季中飾演反派阿布拉·卡達布拉。
2017年，達斯馬齊連再度參演維勒弗執導的電影，在《銀翼殺手2049》中演繹鑑證科探員可可（Coco），又在翌年回歸出演《蟻人與黃蜂女》。2021年，他在DC擴展宇宙電影《自殺突擊隊：集結》主演艾布納·奎爾／波爾卡圓點人。他在訪問中提到該角色的經歷與其童年時受白癜風困擾並遭到欺凌的情況相似，而其表現再度獲得粉絲和影評人的一致讚賞。同年，他在《沙丘瀚戰》中飾演彼得·德·弗立斯，亦將會出演2023年的《蟻人與黃蜂女：量子狂熱》和《奧本海默》。
此外，達斯馬齊連也是一位漫畫家，於2019年推出處女作《克勞利伯爵》（Count Crowley），由黑馬漫畫出版。

## 個人生活
達斯馬齊連於2014年與藝術家伊芙琳·利（Evelyn Leigh）結婚，二人育有兩個孩子，目前定居於洛杉磯。

## 作品列表

### 電影
| 年份 | 標題                             | 角色                      | 註                                              |
| ---- | -------------------------------- | ------------------------- | ----------------------------------------------- |
| 2008 | 蝙蝠俠—黑夜之神                  | 湯瑪斯·希夫（Thomas Schiff）           |                                                 |
| 2009 | 天啟4騎士                        | 泰倫斯（Terrence）                |                                                 |
| 2013 | 拯救林肯                         | 埃克特少校（Major Eckert）            |                                                 |
| 2013 | 僱主                             | 詹姆斯·哈里斯（James Harris）         |                                                 |
| 2013 | 囚徒                             | 鮑勃·泰勒（Bob Taylor）             |                                                 |
| 2014 | 林中野獸                         | 裘德（Jude）                  | 同時為編劇和製作人 獲得西南偏南電影節特別評審獎 |
| 2014 | 憤怒電玩宅大電影                 | L.J.吳中士（Sergeant L. J. Ng）            |                                                 |
| 2015 | 慢性病                           | 伯納德（Bernard）                |                                                 |
| 2015 | 蟻人                             | 庫特                      |                                                 |
| 2017 | 辦公室大狂殺                     | 朗尼（Lonny）                  |                                                 |
| 2017 | 銀翼殺手2049                     | 可可（Coco）                  |                                                 |
| 2018 | 蟻人與黃蜂女                     | 庫特                      |                                                 |
| 2018 | 蒙上你的眼                       | 吹口哨的掠奪者            |                                                 |
| 2018 | 百萬碎片                         | 羅伊（Roy）                  |                                                 |
| 2018 | 國內人                           | 威利·坎寧安（Willy Cunningham）           |                                                 |
| 2018 | 廢宅人生                         | 卡姆（Cam）                  |                                                 |
| 2018 | 眾生之下                         | 玄山（Gensan）                  | 兼任編劇                                        |
| 2019 | 老師                             | 詹姆斯·劉易斯（James Lewis）         |                                                 |
| 2019 | 瘋狂好萊塢                       | 目擊者                    |                                                 |
| 2019 | 白爛賤客2                        | 突擊隊成員                | 客串                                            |
| 2021 | 蝙蝠俠：漫長的萬聖節             | 朱利安·戴／日曆人         | 聲演                                            |
| 2021 | 自殺突擊隊：集結                 | 艾布納·奎爾／波爾卡圓點人 |                                                 |
| 2021 | 蝙蝠俠：漫長的萬聖節（第二部份） | 朱利安·戴／日曆人、企鵝人 | 聲演                                            |
| 2021 | 沙丘瀚戰                         | 彼得·德弗立斯             |                                                 |
| 2022 | 怪人：阿爾·楊科維克的故事        | 約翰·迪肯                 | 客串                                            |
| 2023 | 蟻人與黃蜂女：量子狂熱           | 韋貝（Veb）                  |                                                 |
| 2023 | 波士頓殺人王                     | 艾爾伯特·迪塞佛           |                                                 |
| 2023 | 奧本海默                         | 威廉·L·波登               |                                                 |
| 2023 | 德米特號：噬血航程               | 沃伊切克（Wojchek）              |                                                 |
| 2023 | 櫃魔                             | 萊斯特（Lester）                |                                                 |
| 2023 | 與惡魔共度深夜                   | 傑克·德爾羅伊（Jack Delroy）         |                                                 |
| 2024 | 查克的一生                       |                           |                                                 |
| 2024 | 致命AI                           | Lightning                 |                                                 |

### 電視劇
| 年份      | 標題                     | 角色              | 註                        |
| --------- | ------------------------ | ----------------- | ------------------------- |
| 2008      | 仁心仁術                 | 年輕人            | 1集                       |
| 2012      | 橄欖大聯盟               | 太平間職員        | 1集                       |
| 2013      | 黑手遮天                 | 英語老師          | 1集                       |
| 2014      | CSI犯罪現場              | 李·克羅斯比（Lee Crosby）   | 1集                       |
| 2014      | 機器之心                 | 西門（Simon）          | 1集                       |
| 2014      | 入侵者                   | 奧茲·特納（Oz Turner）     | 1集                       |
| 2015      | CSI犯罪現場：網路犯罪    | 洛根·里維斯（Logan Reeves）   | 1集                       |
| 2016      | 未來總動員               | 凱爾·斯萊德（Kyle Slade）   | 2集                       |
| 2016–2021 | 馬蓋先                   | 魔多克            | 常設；11集                |
| 2017      | 萬惡高譚市               | 德懷·特波拉德（Dwight Pollard） | 2集                       |
| 2017—2021 | 閃電俠                   | 阿布拉·卡達布拉   | 2集                       |
| 2017      | 雙峰                     | 華威老大（Pit Boss Warrick）      | 3集                       |
| 2017      | 斯旺古利                 | 自己              | 2集                       |
| 2019      | 報復                     | 莊遜（Johnson）          | 主演；9集                 |
| 2021      |                          | 寇特              | 聲演；1集（假如喪屍來襲） |
| 2022      | 砲彈兄弟的德拉古拉：泰坦 | 自己              | 嘉賓評判                  |
| 2025      | Dexter ：復活            | 雙子殺手          | 6集                       |

### 舞台劇
| 年份      | 標題               | 角色                   | 劇院                 | 註     |
| --------- | ------------------ | ---------------------- | -------------------- | ------ |
| 1999—2000 | 儘量多變地生活（To Live As Variously As Possible） | 拉里·里弗斯（Larry Rivers）        | TimeLine劇院         | 芝加哥 |
| 2005      | 莎樂美             |                        | Side Project劇院（The Side Project Theatre） | 芝加哥 |
| 2007      | 在萊比錫的巴赫（Bach at Leipzig） | 約翰·馬丁·斯坦多夫（Johann Martin Steindorff） | 編劇劇院             | 芝加哥 |
| 2007      | 奧賽羅             | 蒙泰諾（Montano）             | 編劇劇院             | 芝加哥 |
| 2007      | 夏日痴魂           | 喬治·霍利（George Holly）          | 破碎環球劇院（Shattered Globe Theatre）     | 芝加哥 |
| 2008      | 皆大歡喜           | 勒·波（Le Beau）              | 編劇劇院             | 芝加哥 |
| 2008      | 玻璃動物園         | 湯姆·溫菲爾德（Tom Wingfield）      | 破碎環球劇院         | 芝加哥 |
| 2009      | 埋藏的秘密         | 文斯（Vince）               | 破碎環球劇院         | 芝加哥 |
| 2010      | 水坑王子哈姆雷特（Hamlet, Prince of Puddles）       | 克勞狄烏斯（Claudius）         | 靴腿劇院（Bootleg Theater）         | 洛杉磯 |

## 外部連結
- 大衛·達斯馬齊連在互联网电影资料库（IMDb）上的資料（英文）